# ゾーイ・ベル
ゾーイ・ベル（Zoë Bell, 1978年11月17日 - ）はニュージーランド・ワイヘキ島出身の女優・スタントウーマン｡

## 略歴
看護師である母親と医者である父親のもとに生まれる。ジェイクという弟がいる。
幼い頃からテコンドー、ダイビング、PADIスキューバなど様々なスポーツ競技会で優秀な成績を収める｡
テレビシリーズ『ジーナ』のジーナ役の女性スタントとしてキャリアをスタート｡その後､『スパイダー・エンジェル』などでスタントをこなしている。
渡米後にクエンティン・タランティーノ監督と出会い、『キル・ビル』のユマ・サーマンのスタントを務め、続編の『キル・ビルVol.2』では､トーラス・ワールド・スタント・アワードの女性部門ベストスタント賞とベストファイト賞を受賞｡その後､『キャットウーマン』、『ポセイドン』などでスタントを務め､2007年にはタランティーノにスタントの腕を買われ､『デス・プルーフ in グラインドハウス』の主演女優の一人として抜擢され､ハードなカーチェイス・スタントを見せている｡
女優としては劇映画は『デス・プルーフ in グラインドハウス』が初出演だが､彼女と伝説の女性スタント､ジニー・エッパーを紹介する2004年のドキュメンタリー映画『Double Dare』に本人役で出演している（『グラインドハウス』と『デス・プルーフ in グラインドハウス』のDVDにはこの作品の予告編が特典として入っている）。
近年の出演作にドリュー・バリモアの監督デビュー作となったスポーツ映画『ローラーガールズ・ダイアリー』（2009年）や､スタントコーディネーターも務めた『ビッチ・スラップ　危険な天使たち』（2009年）､ジェラルド・バトラーと共演した『GAMER』（2009年）､ウェズリー・スナイプスと共演した『ゲーム・オブ・デス』（2010年）がある｡

## 主な出演作品

### スタント
| 公開年    | 邦題 原題                                             | 備考           |
| --------- | ----------------------------------------------------- | -------------- |
| 1995-2001 | ジーナ Xena: Warrior Princess                         | テレビシリーズ |
| 2003      | キル・ビルVol.1 Kill Bill: Vol. 1                     |                |
| 2004      | キル・ビルVol.2 Kill Bill: Vol. 2                     |                |
| 2004      | キャットウーマン Catwoman                             |                |
| 2006      | ポセイドン Poseidon                                   |                |
| 2007      | キングダム/見えざる敵 The Kingdom                     |                |
| 2008      | 幸せになるための27のドレス 27 Dresses                 |                |
| 2009      | イングロリアス・バスターズ Inglourious Basterds       |                |
| 2009      | ファイナル・デッドサーキット 3D The Final Destination |                |
| 2009      | あなたは私の婿になる The Proposal                     |                |

### 出演作品
| 公開年 | 邦題 原題                                                                  | 役名               | 備考                              |
| ------ | -------------------------------------------------------------------------- | ------------------ | --------------------------------- |
| 2004   | Double Dare                                                                |                    | ドキュメンタリー                  |
| 2007   | デス・プルーフ in グラインドハウス Death Proof                             | ゾーイ             | 兼スタント                        |
| 2007   | プラネット・テラー in グラインドハウス Planet Terror                       | 感染者             | 兼スタント                        |
| 2008   | LOST Lost                                                                  | レジーナ           | テレビシリーズ、4エピソードに出演 |
| 2009   | ローラーガールズ・ダイアリー Whip It                                       | ブラッディ・ホリー |                                   |
| 2009   | GAMER Gamer                                                                | サンドラ           |                                   |
| 2009   | ビッチ・スラップ 危険な天使たち Bitch Slap                                 | ローハイド         | 兼スタントコーディネーター        |
| 2010   | ゲーム・オブ・デス Game of Death                                           | フローリア         |                                   |
| 2012   | ギャングバスターズ 'The Baytown Outlaws                                    | ローズ             |                                   |
| 2012   | ジャンゴ 繋がれざる者 Django Unchained                                     | トラッカー         |                                   |
| 2013   | ヘンゼル & グレーテル Hansel and Gretel: Witch Hunters                     | 魔女               |                                   |
| 2013   | オブリビオン Oblivion                                                      | カラ               |                                   |
| 2014   | エクスペンダブル・レディズ Mercenaries                                     | カサンドラ・クレイ |                                   |
| 2015   | ヘイトフル・エイト The Hateful Eight                                       | ジュディ           |                                   |
| 2016   | デッドハント Camino                                                        | エイヴリー         |                                   |
| 2019   | ワンス・アポン・ア・タイム・イン・ハリウッド Once Upon a Time in Hollywood | ジャネット         |                                   |

## 参照
1. ↑  “Article: Zoe Bell is on fire: with Grindhouse opening this month, the butt-kicking... | AccessMyLibrary - Promoting library advocacy”.   AccessMyLibrary (2007年4月1日). 2010年5月12日閲覧。
2. ↑  “Double Dare: A Film by Amanda Micheli”.   Doubledarethemovie.com. 2010年5月12日閲覧。